# João Lourenço (ciclista)
João Lourenço (Silves, Faro, 25 de fevereiro de 1917 - setembro de 1998) foi um ciclista português, profissional entre 1939 e 1947, cujos maiores sucessos desportivos obteve-os na Volta a Espanha ao obter 1 vitória de etapa na edição de 1946, e na Volta a Portugal onde conseguiu um total de 16 vitórias de etapa.

## Palmarés
| 1939 - Circuito dos Campeões 1940 - 6 etapas na Volta a Portugal 1941 - 10 etapas na Volta a Portugal 1942 - 1 etapa na Volta a Catalunha - Volta a Mallorca | 1943 - Circuito a Malveira 1946 - 2 etapas na Volta a Espanha |